# Pavel Boere
Pavel Vladimirovitsj Boere (Russisch: Павел Владимирович Буре) (Moskou, 31 maart 1971) is een Russische voormalig ijshockeyspeler. Zijn bijnaam was 'The Russian Rocket' vanwege zijn snelheid. Boere speelde twaalf seizoenen in de National Hockey League bij 3 verschillende clubs. Hij heeft ook een broer die ijshockey heeft gespeeld in de NHL, Valeri Boere.
Boere begon zijn carrière bij HC CSKA Moskou in de Sovjet-Unie. Na drie seizoenen maakte hij de overstap naar de NHL waar hij gedraft werd door de Vancouver Canucks in 1989. In 1991 werd hij een basiskracht in het elftal van Vancouver en won hij de Calder Memorial Trophy voor beste nieuwkomer in de NHL. Na zeven seizoenen vertrok Boere naar de Florida Panthers waar hij twee jaar achter elkaar de Rocket Richard Trophy won, de prijs voor topscorer van het seizoen. In 2001 verhuisde Pavel Boere naar de New York Rangers, waar hij door een slopende knieblessure weinig aan spelen toe kwam. In 2005 stopte Pavel Boere definitief, hoewel hij sinds 2003 niet meer op het ijs had gestaan.
Boere heeft zowel de Sovjet-Unie als Rusland vertegenwoordigd op internationale toernooien. Hij won tweemaal zilver en eenmaal goud voor de Sovjet-Unie op het Wereldkampioenschap voor Junioren. Voor Rusland won hij zilver op de Spelen van 1998 en brons op de Spelen van 2002. In 2006 werd hij technisch directeur van het Russisch olympisch ijshockeyteam. In 2009 werd hij opgevolgd door Vladislav Tretjak vanwege tegenvallende resultaten op de Olympische Spelen van 2006.
Pavel Boere komt uit een sportieve familie. Zijn vader was Olympisch zwemmer en zijn grootvader was keeper bij de nationale waterpoloploeg. Daarnaast speelde zijn broer ook ijshockey in de NHL en hebben ze zelfs enige tijd samen bij de Florida Panthers gespeeld.
- International Standard Name Identifier: 0000 0000 9536 6021
- Library of Congress Control Number: n00093053
- Virtual International Authority File: 28308941
- WorldCat: E39PBJcGkDQYj3MMQMDymy8t8C